# Am星
Am星（えーえむせい、A型金属線星、Am型星、Am star）は、スペクトル型Aの化学特異星である。

## 概要
Am星のスペクトルには、鉛、ストロンチウム、ジルコニウム、バリウム等の多種類の金属元素の強い吸収線が見られ、カルシウムやスカンジウムの線は見られない。
このような特異性は、光の吸収の多い特定の元素が恒星の表面に押し上げられ、その他の元素が恒星の内部に沈み込むことによって生じる。この効果は、恒星の自転速度が遅い時にのみ起こる。通常、A型主系列星の自転速度は速いが、ほとんどのAm星は、連星系を形成し、潮汐力によって自転の速度が遅くなっている。
最もよく知られたAm星は、おおいぬ座のシリウスである。

## 代表的なAm星
下記の表は、視等級の順に並べたAm星のリストである。
| 名前        | バイエル符号         | 視等級 |
| ----------- | -------------------- | ------ |
| シリウスA   | おおいぬ座α星A       | −1.47  |
| カストルBa  | ふたご座α星Ba        | 2.96   |
|             | とびうお座α星        | 4.00   |
| アクベンスA | かに座α星A           | 4.26   |
| Kurhah      | ケフェウス座ξ星      | 4.29   |
|             | みなみじゅうじ座θ1星 | 4.30   |
|             | おおぐま座2番星      | 5.46   |
|             | つる座τ3星           | 5.72   |
|             | ぎょしゃ座WW星       | 5.82   |